# Adelaide Blue Eagles
L'Adelaide Blue Eagles è una società calcistica di Adelaide, in Australia. Attualmente milita nella State League 1, la seconda divisione serie del campionato di calcio dell'Australia meridionale, nonché la quarta serie della graduatoria nazionale.
Ha disputato nel 2007 la finale (perdendola) del proprio campionato.

## Palmarès

### Competizioni statali
- South Australian State League 1: 1

2018